# Simpang Empat (Pekanbaru Kota)
Simpang Empat is een bestuurslaag in het regentschap Pekanbaru van de provincie Riau, Indonesië. Simpang Empat telt 2022 inwoners (volkstelling 2010).